# Гертрудис Гомез де Авељанеда
Гертрудис Гомез де Авељанеда и Артеага (Пуерто Принсипе, 23. март 1814 — Мадрид, 1. фебруар 1873) била је шпанска књижевница из 19. века, рођена на Куби. 
Рођена у Пуерто Принсипеу, сада Камагвеј, живела је на Куби до своје 22. године. Њена породица се преселила у Шпанију 1836, где је почела да пише као La Peregrina (Ходочасник) и тамо живела до 1859, када се вратила на Кубу са својим другим мужем до његове смрти 1863, након чега се вратила у Шпанију. Умрла је у Мадриду 1873. од дијабетеса у 58. години.
Написала је 20 драма и бројне песме. Њено најпознатије дело је, међутим, роман против ропства Саб, објављен у Мадриду 1841. Истоимени протагониста је роб који је дубоко заљубљен у своју газдарицу Карлоту, која је потпуно несвесна његових осећања према њој.

## Биографија

### Рани живот
Рођена је 23. марта 1814, у Санта Марији де Пуерто Принсипе, која се често називала једноставно као Пуерто Принсипе и које је данас позната као Камагуеј. Пуерто Принсипе је био главни град провинције у централној Куби у време Авељанеде, а Куба је била регион Шпаније. Њен отац, Мануел Гомез де Авељанеда и Гил де Табоада, стигао је на Кубу 1809. и био је шпански поморски официр задужен за луку Нуевитас. Њена мајка, Франчисца Мариа дел Росарио де Артеага и Бетанкурт, била је криола, њени преци су из Баскије и Канарских острва, чланица богате породице Артеага и Бетанкур, која је била једна од најистакнутијих и најважнијих породице у Пуерто Принсипу. Авеланеда је била прво од петоро деце из брака својих родитеља, али су само она и њен млађи брат Мануел преживели детињство.
Њен отац је умро 1823. када је имала девет година, а мајка се преудала десет месеци касније за Гаспара Исидора де Ескаладу и Лопеза де ла Пењу, који је био шпански потпуковник на дужности у Пуерто Принсипу. Авељанеда га није волео и сматрао је да је превише строг; било јој је драго кад год би он био стациониран далеко од куће. Од тренутка када се њена мајка преудала до тренутка када је отишла са Кубе у Шпанију, Авељанеда је свог очуха виђала само два или три месеца годишње. Имала је два старија полубрата и сестре из првог брака њеног оца по имену Мануел и Гертрудис, млађег брата који се такође звао Мануел и три млађа полубрата и сестре из брака њене мајке са Ескаладом: Фелипеа, Јосефу и Емилио. Мало се зна о Авељанединој конекцији са њеном старијом полубраћом и сестрама,  осим да су живели негде другде. Њен млађи брат Мануел је био њен миљеник, а она је била задужена за своја три млађа полубрата и сестре.
Када је имала 13 година, верила се за свог даљег рођака који је био један од најбогатијих људи у Пуерто Принсипеу. Њен деда по мајци обећао јој је петину свог имања ако прихвати брак, који је он уговорио. Са 15 година раскинула је ту веридбу противно жељи своје породице и као резултат тога остала је изван тестамента свог деде. (Њен деда је умро 1832, када је имала 17 или 18 година.)  Сматра се да је ово трауматично искуство подстакло њену мржњу према уговореним браковима и патријархалном ауторитету и уверење да су удате жене у суштини робиње. Њена одбојност према браку била је и због несрећног брака њене рођаке Анђелите, која јој је била једина пријатељица након што је одбила да се уда за човека којег је њена породица изабрала за њу.
Авеланеда је, по сопственом признању, била размажено дете, пошто су све послове обављали робови њене породице  Имала је доста слободног времена које је користила за читање. Један од њених учитеља био је кубански песник Хосе Марија Хередија.

### Пресељење у Шпанију
Због рибе о потенцијалној побуни робова, најкасније до 1836, Ескаљада је постао довољно забринут да је убедио жену да распрода своју имовину и робове и пресели породицу са Кубе у Шпанију. Авељанеда, која је тада имала 22 године, подржалала је ту идеју јер је желела да упозна рођаке свог оца у Андалузији. Породица је отпловила за Европу 9. априла 1836. и два месеца касније стигла у Бордо у Француској. Тамо су провели 18 дана пре него што су отпловили у Коруњу у Галицији, у Шпанији. Остали су у Коруњи са Ескаладином породицом две године. Авеланеда је била позвана у неке угледне друштвене кругове у Галицији и 1837. била је верена за Франсиска Рикафорта, сина Маријана Рикафора, тадашњег генерал-капетана Галиције. Међутим, није се удала за њега, јер је одлучила да се не удаје док не постане економски независна, а њен очух јој је ускратио наследство. Када је Франциско отишао да се бори у Карлистичким ратовима, напустила је Галицију да би са својим млађим братом Мануелом отишла у Севиљу; никад  више није видела Франциска. Било јој је драго што је напустила Галицију, јер су је Галицијанке критиковале због одбијања да се бави физичким радом и због њене љубави према учењу. Такође није волела влажну климу и недостатак културног живота.
У провинцији Севиља у Андалузији посетила је Константину, где је живела породица њеног оца. Године 1839, убрзо по доласку у Севиљу, упознала је и дубоко се заљубила у Игнасија де Сепеда и Алкалдеа, богатог, добро образованог и друштвено истакнутог младића. Први човек кога је Авељанеда волела био је Игнацио де Цепеда, који је био у фокусу многих њених списа, углавном љубавних писама. (Укупно је сачувано четрдесет љубавних писама, од 1839. до 1854. Након његове смрти, његова удовица их је наследила и објавила.) Такође му је написала аутобиографију у јулу 1839. Авељанедини биографи су се превише ослањали на овај извештај за информације о њеном раном животу, јер је написан са одређеном сврхом: да остави добар утисак на Чепеду. На пример, рекла је да је млађа него што је заиста била јер је Чепеда био две године млађа од ње, и желела је да изгледа што млађе. Због превеликог ослањања на овај пристрасни извор, мало детаља је сигурно познато о прве 22 године њеног живота. Аутобиографија написана Чепеди била је друга од четири аутобиографије које је написала током свог живота; остала три су написана 1838, 1846, односно 1850. године. Иако је много волела Чепеду, он није желео да се венча са њом. Један од разлога који је навео је тај што није била довољно богата. Такође је навео да није била довољно женствена наводећи да је вербалнија него што би требало да буде и често превише агресивна за жену из 19. века. Након што је прекинута веза са Чепедом, отишла је у Мадрид.
У јануару 1853. покушала је да се упише на Краљевску академију након што је место које је припадало њеном мртвом пријатељу, Хуану Никасију Гаљегу, постало упражњено. Иако су јој се многи дивили, то што је жена значило је да се не може уписати.

### Повратак на Кубу
Поново се удала 26. априла 1855. за пуковника дон Доминга Вердуга и Масјеа. Године 1859., због повреда њеног мужа, преселили су се из Мадрида назад на Кубу, где су обоје рођени. Били су блиски са Франсиском Сераном, који је у то време био генерал-капетан Кубе. Када је стигла на Кубу, била је срдачно дочекана концертима, забавама и музиком. Убрзо по њиховом доласку, њено здравље се погоршало и он је коначно умро 28. октобра 1863. године. То ју је оставило у тешкој невољи и одлучила је да се врати у Мадрид након неколико посета Њујорку, Лондону, Паризу и Севиљи.

### Последње године и смрт
Последњих година живела је у Мадриду. Њен брат Мануел је умро 1868.  Објавила је први том својих сабраних књижевних дела (шп. Obras literarias), изостављајући романеSab и Dos mujeres.
Умрла је у 58. години,1. фебруара 1873. у Мадриду, али је сахрањена у Севиљи, са братом Мануелом.

## Наслеђе
Било је много дебата о томе да ли је она кубански или шпански писац. На њу се нашироко гледа као на „отеловљење романтичног песника, трагичне хероине која се уздиже до јавног признања, али је, приватно, горко несрећна“. Без обзира на тачност овог приказа, јасно је да ју је активно промовисала током свог живота и да су многи утицајни критичари и поштоваоци наставили да промовишу ову слику Авељанеде након њене смрти. Такође, велики део њеног дела се чита из биографске перспективе због постхумног објављивања њених љубавних писама Игнасију Чепеди, до те мере да је приватни живот засенио шири културни значај њеног књижевног стваралаштва.

## Дела

### Романи
- Sab, Imprenta de la Calle Barco No. 26, Madrid, 1841.
- Dos mujeres, (sic), Gabinete literario, Madrid, 1842-43.
- Espatolino, La Prensa, La Habana, 1844.
- Egilona, Imp. de José Repullés, Madrid, 1845.
- Guatimozín, último emperador de México, Imp. de A. Espinosa, Madrid, 1846.
- Dolores, Imp. de V.G. Torres, Madrid, 1851.
- La mano de Dios, Imp. del Gobierno por S.M., Matanzas, 1853.
- La flor del ángel (tradición guipuzcoana), A.M. Dávila, La Habana, 1857.
- El artista barquero, ó Los cuatro cinco de junio, El Iris, L Habana, 1861.
- Una anécdota de la vida de Cortés, Madrid, [s.n.], 1871 (Imprenta y Estereotipia de M. Rivadeneyra)
- La ondina del lago azul, Madrid, [s.n.], 1871 (Imprenta y Estereotipia de M. Rivadeneyra)

### Поезија
- A él (No existe lazo ya; todo está roto)
- A él (En la aurora lisonjera)
- A Francia (Bástete ¡oh Francia! la a tronante gloria)
- A la luna (Tú, que rigiendo de la noche el carro)
- A la luna (¡Sol del que triste vela!)
- A un cocuyo (Dime, luz misteriosa)
- A una joven madre en la pérdida de su hijo (1868, publicado en la Revista de España)
- Al árbol de Guernica (Tus cuerdas de oro en vibración sonora)
- Al destino (Escrito estaba, sí: se rompe en vano)
- Al Excmo. Sr. Don Pedro Sabater (La pintura que hacéis prueba evidente)
- Al pendón castellano (¡Salve, oh pendón ilustre de Castilla)
- El canto de Altabiscar (Súbito se alza un grito en las montañas)
- El pescador (1868, publicado en la Revista de España)
- El porqué de la inconstancia (Contra mi sexo te ensañas)
- En la muerte del laureado poeta señor don Manuel José Quintana (Cantos de regocijo y de victoria)
- La clemencia (Iba tendiendo su luctuoso manto)
- La pesca en el mar (¡Mirad! ya la tarde fenece...)
- La vuelta a la patria (¡Perla del mar! ¡Cuba hermosa! )
- Las siete palabras (Y María al pie de la cruz)
- Los duendes (Palacios y chozas)
- Significado de la palabra yo amé (Con yo amé dice cualquiera)

### Позоришни комадиo
- El príncipe de Viana, Imp. de José Repullés, Madrid, 1844.
- Saúl, Imp. de José Repullés, Madrid, 1849.
- Flavio Recaredo, Imp. de José Repullés, Madrid, 1851.
- Errores del corazón, Imp. de José Repullés, Madrid, 1852.
- La verdad vence apariencias, Imp. de José Repullés, Madrid, 1852.
- La hija de las flores; o, Todos están locos, Imp. a cargo de C. González, Madrid, 1852.
- La Aventurera; Imp. a cargo de C. González, Madrid, 1853.
- Oráculos de Talía, ó los Duendes en palacio, Imp. de José Rodríguez, Madrid, 1855.
- Simpatía y antipatía, Imp. de José Rodríguez, Madrid, 1855.
- La hija del rey René, Imp. de José Rodríguez, Madrid, 1855.
- Baltasar, Imp. de José Rodríguez, Madrid, 1858.
- Catilina, Imprenta y Librería de Antonio Izquierdo, Sevilla, 1867.
- Munio Alfonso, Madrid, Imprenta y Estereotipia de M. Rivadeneyra, 1869.
- Recaredo, Madrid, Imprenta y Estereotipia de M. Rivadeneyra, 1869.
- El millonario y la maleta,  Madrid, Imprenta y Estereotipia de M. Rivadeneyra, 1870.
- Los tres amores, Imp. de José Rodríguez, Madrid, 1858.
- Leoncia, Tipografía de la Revista de Archivos, Biblioteca y Museos, Madrid, 1917.

### Друга дела
- La Baronesa de Joux, La Prensa, La Habana, 1844.
- El donativo del Diablo o La velada del Helecho, Imp. a cargo de C. González, Madrid, 1852.
- La velada del helecho ó El donativo del diablo, Madrid, Imprenta de las Novedades, 1857.
- El Cacique de Turmequé, Madrid, [s.n.], 1871 (Imprenta y Estereotipia de M. Rivadeneyra)
- La dama de Amboto, Madrid, [s.n.], 1871 (Imprenta y Estereotipia de M. Rivadeneyra)
- La bella toda y Los doce jabalíes, Madrid, [s.n.], 1871 (Imprenta y Estereotipia de M. Rivadeneyra)
- La montaña maldita, Madrid, [s.n.], 1871 (Imprenta y Estereotipia de M. Rivadeneyra)
- El aura blanca, Oficina del historiador de la Ciudad, Matanzas, 1959.
- Diario de amor, Madrid, M. Aguilar, [1901]